# Mikhail Lérmontov
Mikhail Iúrievitch Lérmontov (russo: Михаил Юрьевич Лермонтов, transliteração cient.: Michail Jur'evič Lermontov, Moscovo, 15 de outubro de 1814 — Pyatigorsk, 27 de julho de 1841) foi um poeta e romancista russo.

## Biografia
Liermontov foi - junto com Alexandre S. Pushkin e Fiódor Tiútchev - um dos mais importantes representantes do romantismo da literatura da Rússia. Muito jovem, ligou-se a Puchkin e deixou-se influenciar por Byron. Oficial de um regimento da Guarda, foi deportado para o Cáucaso por duas vezes, sendo uma das deportações causada pelo mal-estar de um poema famoso seu, sobre a morte de seu mestre. Morto aos 27 anos de idade, também como Puchkin, em um duelo, não pôde demonstrar ao mundo todo o seu gênio literário. Crítico feroz da vida e da sociedade.

## Obras (seleção)
- Mascarada (1835)
- Vadim (1832-1834 - obra incompleta)
- A morte do Poeta (1837)
- A Canção do Mercador de Kaláchnikov (1838)
- O Demônio (1838)
- Um herói do nosso tempo (1839-1840; ed. Port.: Lisboa, Assirio e Alvim, 2008)